# Peristedion crustosum
Peristedion crustosum és una espècie de peix pertanyent a la família dels peristèdids.

## Descripció
- Fa 15,2 cm de llargària màxima.[6][7]

## Alimentació
Menja invertebrats de cos tou, incloent-hi cucs.

## Hàbitat
És un peix marí i batidemersal que viu entre 305 i 486 m de fondària.

## Distribució geogràfica
Es troba al Pacífic oriental: Nicaragua, Panamà i les illes Galápagos.

## Observacions
És inofensiu per als humans.